# Пермякова, Любовь Петровна
Любовь Петровна Пермякова, в девичестве Эннер (родилась 8 октября 1978 года в Конаково) — российская волейболистка сидя, игрок «ЦСП-Крылатское»; чемпионка мира 2018 года в составе женской сборной России, чемпионка Европы 2017 и 2019 годов. Заслуженный мастер спорта России (2018) и мастер спорта России международного класса.

## Биография
Получила среднее образование в школе №3 города Конаково (Тверская область), волейболом занималась во время учёбы в вузе с 1996 года. Возобновила карьеру после рождения ребёнка, в 2006 году. В 2007 году дебютировала на чемпионате Европы в составе сборной России, в настоящее время выступает за московскую команду «ЦСП-Крылатское». В составе женской российской сборной выиграла чемпионаты Европы 2017 и 2019 годов, а также чемпионат мира 2018 года. Также является бронзовым призёром чемпионата мира 2014 года. За победу на чемпионате мира 2018 года удостоена звания Заслуженного мастера спорта России.
В 2018 году совершила свой первый прыжок с парашютом в рамках проекта социально-психологической реабилитации инвалидов «Мне бы в небо».